# 宮野站
宮野站（日语：／ Miyano eki */?）是位於山口縣山口市櫻畠二丁目，西日本旅客鐵道（JR西日本）的山口線車站。
過半數來自山口站方向的列車會在此站折返。此站前往山口、新山口方向的列車毎小時設有1至2班。津和野、益田方向的列車班次大幅減少，每2至3小時1班。本站沒有列車夜間停泊，尾班車在晚上11時28分到達，會以不載客列車身份折返往山口站停放。

## 歷史
- 1917年（大正6年）7月1日 - 山口線山口站至篠目站之間開通，此站啟用[1]。
  - 當時車站位於山口縣吉敷郡宮野村（日语：宮野村 (山口県)）宮野下。
- 1941年（昭和16年）4月1日 - 隨著宮野村編入山口市（第一次），車站地址變為山口縣山口市宮野下。
- 1944年（昭和19年）4月1日 - 隨著山口市（第二次）成立，車站地址變為山口縣山口市宮野下。
- 1970年（昭和45年）6月1日 - 隨著實施新地址系統，車站地址變為山口縣山口市櫻畠二丁目[2]。
- 1984年（昭和59年）2月1日 - 成為無人車站。
- 1987年（昭和62年）4月1日 - 伴隨國鐵分割民營化，車站由西日本旅客鐵道（JR西日本）營運[3]。
- 2005年（平成17年）10月1日 - 隨著山口市（第三次）成立，車站地址變成現時的地址。
- 2013年（平成25年）7月28日 - 發生暴雨成災（日语：平成25年7月28日の島根県と山口県の大雨），包括此站在內，此站至益田站之間暫停服務（此站至地福站之間於8月5日重開，津和野站至益田站於11月16日重開）。地福站至津和野站之間重開日期為平成26年8月23日[4]。

## 車站構造
車站是一座地面車站，設有1面2線的島式月台。此站是由新山口站管理的無人車站。車站大樓內設有自動售票機，大樓位於下行線北邊靠近新山口一方。月台與車站大樓之間設有站內平交道連接。
車站大樓在2001年被名為「地域交流站宮野」，用作地區居民交流的場地。同時此站設有男女分開的濕廁。

### 月台
| 月台              | 路線    | 上下行 | 方向             |
| ----------------- | ------- | ------ | ---------------- |
| 車站大樓對面（1） | ■山口線 | 上行   | 山口、新山口方向 |
| 車站大樓一方（2） | ■山口線 | 下行   | 津和野、益田方向 |

實際上沒有上述月台編號。上述編號只限列車運輸指令上的編號。此站設有列車折返往新山口方向，該列車會停靠新山口方向月台並直接折返。
來自新山口方向的列車可進入兩方向月台。另外，來自益田方向的列車只可進入2號月台（車站大樓一方）。
兩月台可向兩方向出發。

## 利用狀況
以下為近年的乘車人次列表：
| 年度 | 1日平均 乘車人次 |
| ---- | ---------------- |
| 1999 | 227              |
| 2000 |                  |
| 2001 | 230              |
| 2002 | 249              |
| 2003 | 247              |
| 2004 | 229              |
| 2005 | 235              |
| 2006 | 261              |
| 2007 | 273              |
| 2008 | 283              |
| 2009 | 295              |
| 2010 | 305              |
| 2011 | 339              |
| 2012 | 346              |
| 2013 | 338              |
| 2014 | 331              |
| 2015 | 352              |
| 2016 | 369              |
| 2017 | 372              |
| 2018 | 377              |
| 2019 | 374              |

## 車站周邊
此站位於山口市區外邊。益田方向的路段已經在山中。
- 國道9號
- 國道262號（日语：国道262号）
- 山口縣立大學
- 陸上自衛隊演習場
- 山口市體育之森（日语：山口市スポーツの森）
  - 西京體育館
- 山口櫻畠郵局
- 山口市立宮野小學
- 山口市立宮野中學
- 常榮寺（日语：常栄寺 (山口市)）

## 巴士路線
巴士站位於縣道204號上。距離車站約100米。
- 防長交通（日语：防長交通）
  - 104-138：山口市內線（新山口站 - 湯田溫泉 - 西京橋 - 體育之森、宮野溫泉、仁保方向）
  - 664・674：山口市內線（兒童中心 - 山口縣廳 - 西京橋 - 體育之森）
  - 快速：湯田溫泉 - 山口縣廳 - 三谷站入口 - 吉部
  - 沒有編號：湯田溫泉 - 山口縣廳 - 山口站 - 仁保 - 堀（德地）
- 中國JR巴士
  - 山口站 - 山口縣廳 - 宮野 - 佐佐並 - 明木 - 明倫中心（萩市）
- 宮野小光 - 前往沒有一般巴士路線的地區（上戀路、熊坂方向）可乘坐合乘的士[6]

## 相鄰車站
西日本旅客鐵道（JR西日本）
■山口線
上山口－宮野－仁保

## 注腳
1. 1 2  歴史でめぐる鉄道全路線 国鉄・JR 7号、12頁
2. ↑  山口市住居表示整備計画 （页面存档备份，存于）（日語）（山口市官方網站，2020年3月8日參閲）
3. ↑  歴史でめぐる鉄道全路線 国鉄・JR 7号，15頁
4. ↑  山陰線（須佐～奈古駅間）、山口線（地福～津和野駅間）の運転再開見込みなどについて （页面存档备份，存于）（日語） - 西日本旅客鐵道新聞稿，2014年7月16日
5. ↑  山口県統計年鑑 （页面存档备份，存于）（日語） - 山口縣
6. ↑  地域住民主体で運行しているコミュニティタクシー （页面存档备份，存于）（日語）（山口市官方網站，2017年1月3日參閲）

## 外部連結
- 宮野｜車站資訊：JR出門網 - 西日本旅客鐵道（日語）